# Campionati norvegesi di sci alpino 1991
I Campionati norvegesi di sci alpino 1991 si svolsero a Voss tra il 16 e il 20 febbraio. Il programma incluse gare di discesa libera, supergigante, slalom gigante, slalom speciale e combinata, sia maschili sia femminili.

## Risultati

### Uomini

#### Discesa libera
| Pos. | Atleta            | Nazione  | Tempo   |
| ---- | ----------------- | -------- | ------- |
| 1    | Atle Skårdal      | Norvegia | 1:37,85 |
| 2    | Jan Einar Thorsen | Norvegia | 1:38,57 |
| 3    | Tom Stiansen      | Norvegia | 1:41,46 |

Data: 16 febbraio

#### Supergigante
| Pos. | Atleta            | Nazione  | Tempo   |
| ---- | ----------------- | -------- | ------- |
| 1    | Atle Skårdal      | Norvegia | 1:24,38 |
| 2    | Didrik Marksten   | Norvegia | 1:24,41 |
| 3    | Jan Einar Thorsen | Norvegia | 1:24,68 |

Data: 18 febbraio

#### Slalom gigante
| Pos. | Atleta                | Nazione  | Tempo   |
| ---- | --------------------- | -------- | ------- |
| 1    | Ole Kristian Furuseth | Norvegia | 2:01,39 |
| 2    | Didrik Marksten       | Norvegia | 2:01,63 |
| 3    | Kjetil André Aamodt   | Norvegia | 2:02,81 |

Data: 19 febbraio

#### Slalom speciale
| Pos. | Atleta                         | Nazione  | Tempo   |
| ---- | ------------------------------ | -------- | ------- |
| 1    | Finn Christian Jagge           | Norvegia | 1:41,16 |
| 2    | Lasse Kjus                     | Norvegia | 1:41,79 |
| 3    | Harald Christian Strand Nilsen | Norvegia | 1:43,00 |

Data: 20 febbraio

#### Combinata
| Pos. | Atleta                         | Nazione  |
| ---- | ------------------------------ | -------- |
| 1    | Tom Stiansen                   | Norvegia |
| 2    | Harald Christian Strand Nilsen | Norvegia |
| 3    | Jostein Haugen                 | Norvegia |

### Donne

#### Discesa libera
| Pos. | Atleta         | Nazione  | Tempo   |
| ---- | -------------- | -------- | ------- |
| 1    | Astrid Lødemel | Norvegia | 1:25,54 |
| 2    | Linn Remmen    | Norvegia | 1:25,97 |
| 3    | Jeanette Lunde | Norvegia | 1:27,51 |

Data: 16 febbraio

#### Supergigante
| Pos. | Atleta             | Nazione  | Tempo   |
| ---- | ------------------ | -------- | ------- |
| 1    | Julie Lunde Hansen | Norvegia | 1:29,29 |
| 2    | Astrid Lødemel     | Norvegia | 1:29,32 |
| 3    | Hanne Dreyer       | Norvegia | 1:30,24 |

Data: 18 febbraio

#### Slalom gigante
| Pos. | Atleta             | Nazione  | Tempo   |
| ---- | ------------------ | -------- | ------- |
| 1    | Julie Lunde Hansen | Norvegia | 1:45,08 |
| 2    | Kari Anne Saude    | Norvegia | 1:45,33 |
| 3    | Marianne Aam       | Norvegia | 1:45,69 |

Data: 19 febbraio

#### Slalom speciale
| Pos. | Atleta            | Nazione  | Tempo   |
| ---- | ----------------- | -------- | ------- |
| 1    | Marianne Kjørstad | Norvegia | 1:22,89 |
| 2    | Hanne Dreyer      | Norvegia | 1:23,02 |
| 3    | Annie E. Manshaus | Norvegia | 1:23,36 |

Data: 20 febbraio

#### Combinata
| Pos. | Atleta            | Nazione  |
| ---- | ----------------- | -------- |
| 1    | Marianne Kjørstad | Norvegia |
| 2    | Jeanette Lunde    | Norvegia |
| 3    | Anniken Murstad   | Norvegia |